# Khorreh
Khorreh (persiska: خره) är en ort i Iran.   Den ligger i provinsen Bushehr, i den södra delen av landet, 900 km söder om huvudstaden Teheran. Khorreh ligger 16 meter över havet och antalet invånare är 480.
Terrängen runt Khorreh är platt åt sydväst, men åt nordost är den kuperad.Runt Khorreh är det glesbefolkat, med 11 invånare per kvadratkilometer. Närmaste större samhälle är Berkeh Dokān, 16,1 km öster om Khorreh. Trakten runt Khorreh är ofruktbar med lite eller ingen växtlighet.